# Músculo elevador del velo del paladar
En anatomía humana, el músculo elevador del velo del paladar, también llamado periestafilino interno o levator veli palatini, es un músculo de la cabeza que va de la base del cráneo al velo del paladar blando. Tiene la función de elevar el paladar blando y dilatar la trompa de Eustaquio.

## Inserciones
Se inserta de una parte en la cara posteroinferior del peñasco (anatomía) por fuera del orificio carotídeo y termina abriéndose en forma de abanico en la cara superior de la aponeurosis palatina.